# Number One Observatory Circle
Number One Observatory Circle (« 1, rond-point de l'Observatoire ») est la résidence officielle du vice-président des États-Unis d'Amérique. Son actuel résident est J. D. Vance, 50e vice-président des États-Unis.
La résidence est située sur le terrain de l'Observatoire naval des États-Unis à Washington, D.C., à moins de 4 km au nord-ouest de la Maison-Blanche.

## Histoire
La résidence fut construite en 1893 pour le super-intendant de l'observatoire. En 1923, le Chef des Opérations navales (Chief of Naval Operations ou CNO) de l'époque apprécia tellement ce lieu qu'il en fit sa résidence. Elle le restera jusqu'en 1974, date à laquelle le Congrès américain autorisa sa transformation en résidence officielle pour le vice-président des États-Unis. Cette autorisation couvrait tant le coût de sa rénovation que celui de son réagencement.  
Auparavant, les vice-présidents ne disposaient d'aucune résidence officielle et continuaient, une fois élus, d'habiter leur domicile privé. Mais le coût pour sécuriser des logements souvent inadaptés et qui changeaient à chaque élection était devenu prohibitif.
Bien que le Number One Observatory Circle fût rendu disponible pour le vice-président en 1974, trois ans s'écoulèrent avant que l'un d'eux n'y résidât en permanence. En effet, le vice-président Gerald Ford devint président en août 1974 (démission de Richard Nixon) avant de pouvoir utiliser la maison et son vice-président Nelson Rockefeller ne l'utilisa à son tour que pour ses loisirs puisqu'il possédait déjà une résidence personnelle à Washington. Le vice-président Walter Mondale (1977-1981) fut donc le premier à y élire domicile, imité depuis par tous ses successeurs.

## Architecture et décoration

### Espace

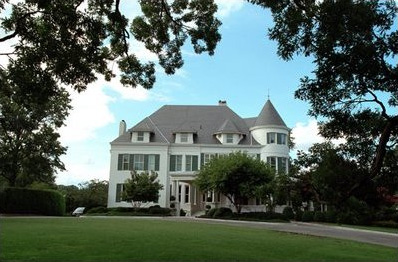
Façade de la résidence vice-présidentielle.

La maison en brique de trois étages, achevée en avril 1893, est compacte (12 mètres sur 23 pour une superficie de 850 m2). Au rez-de-chaussée se trouvent un hall de réception, un salon, une bibliothèque, une véranda, une salle à manger et un petit office. Des toilettes furent rajoutées plus tard sur la partie nord. Le premier étage comprend deux chambres, un bureau et une pièce de détente. Le deuxième étage servait à l'origine pour le logement des domestiques et d'espace de rangement. La cuisine fut aménagée dans le sous-sol avec une buanderie et d'autres pièces de rangement.

### Style Queen Anne

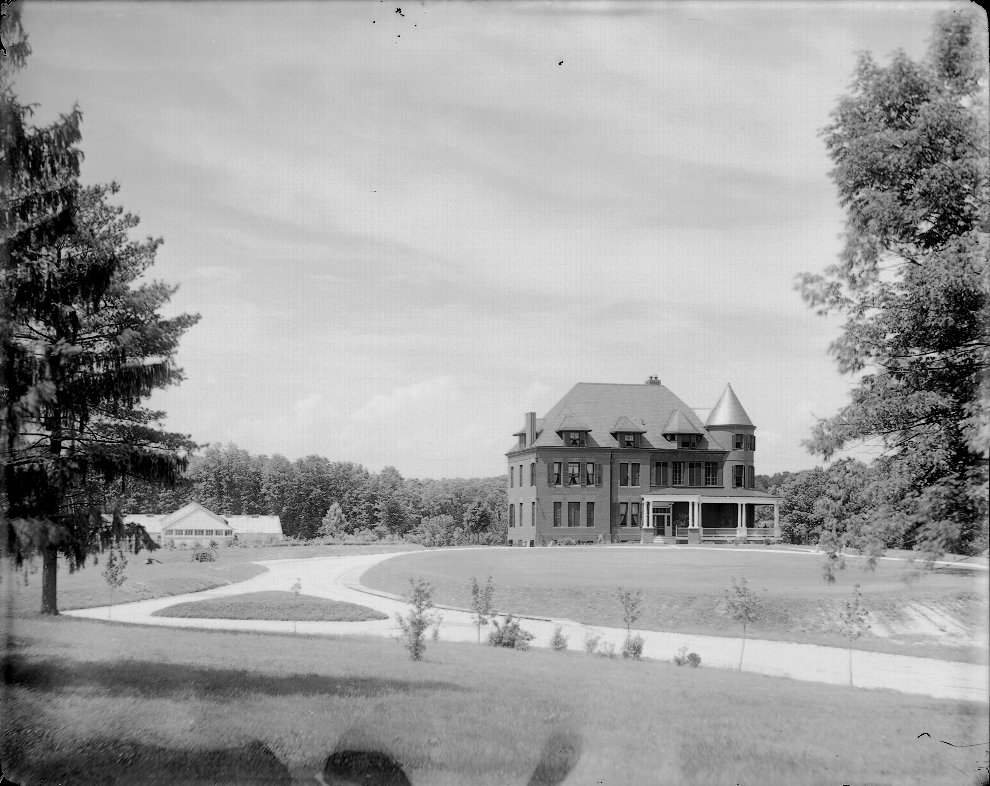
La résidence en 1895. La maison de style Queen Anne fut construite en brique de terre cuite et laissé non peintes. En 1961, les facades furent peintes en blanc.

La maison a été construite dans le style Queen Anne, populaire aux États-Unis dans le dernier quart du XIXe siècle. Les caractéristiques du style Queen Anne sont un plan asymétrique avec une série de chambres s'ouvrant les unes sur les autres plutôt que sur un couloir central commun, des chambres rondes dans une tourelle, des niches de cheminée, ainsi que de grandes vérandas entourant le rez-de-chaussée, caractéristiques que l'on retrouve toutes au Number One Observatory Circle.
Quand la maison fut construite, ses façades extérieures étaient en brique de terre cuite. Les boiseries étaient peintes dans un gris chaleureux et la véranda en bois dans une combinaison de gris et de blanc. Le cadre des fenêtres était peint dans le même gris et les volets en vert olive. L'intérieur était meublé principalement par le mobilier personnel du super-intendant de l'observatoire et plus tard par ceux du chef des opérations navales. Des photographies de cette époque montrent un intérieur avec un mobilier tel que l'on en trouvait dans la classe moyenne américaine au XIXe siècle, avec une grande variété de styles dont le style Eastlake. Les murs étaient recouverts de papiers peints à motifs. 
Au début du XXe siècle, l'architecture de style victorien commença à passer de mode. Beaucoup de maisons construites en brique ou en bois avec des peintures complexes virent leur aspect simplifié dans un style néo-colonial en étant repeintes en blanc. Cela se produisit aussi bien pour l'intérieur que l'extérieur, et des menuiseries très travaillées en acajou, en chêne, en châtaignier d'Amérique ou en noyer furent souvent recouvertes de peinture blanche pour alléger des pièces et les rendre plus contemporaines. En 1961, l'extérieur de la résidence fut repeint en blanc, qui demeure sa couleur actuelle.

### Rénovation de 1974
La rénovation de 1974 remplaça et modernisa les équipements de la maison et augmenta la taille de plusieurs pièces en abattant des murs. Les boiseries furent peintes en blanc et la plupart des murs dans une palette de tons neutres. Peu de considération fut donnée à la préservation historique des espaces intérieurs ou extérieurs, et aucune tentative ne fut faite de restaurer une partie de l'intérieur pour lui redonner son apparence d'origine. La couleur blanche extérieure fut maintenue et les volets du second étage, qui apparaissaient sur une photographie de 1895, furent réinstallés.

### Ameublement et décoration intérieurs

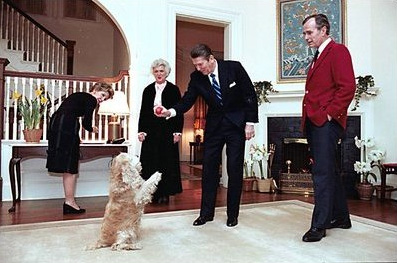
Le président Ronald Reagan et la First Lady Nancy Reagan rendent visite en 1981 au vice-président George H. W. Bush et à la Second Lady Barbara Bush dans leur résidence.

Le plus gros du mobilier installé dans la maison après la rénovation de 1974 était constitué de copies contemporaines de meubles de styles fédéral ou colonial. Une exception notable résidait dans le lit placé par le vice-président Nelson Rockefeller. Conçu par l'artiste Max Ernst, il était appelé le "lit-cage". La tête de lit avait une forme de fronton grec et des feuilles de laurier et d'olivier sculptées enveloppaient les piliers. Le sceau du vice-président des États-Unis était incorporé dans la tête de lit. Après leur départ, les Rockefeller proposèrent par deux fois que le lit reste de manière permanente dans la maison, mais cette offre fut déclinée aussi bien par le vice-président George H. W. Bush que par son successeur le vice-président Dan Quayle. Lors d'une visite qu'elle rendait à la Second Lady Barbara Bush au Number One Observatory Circle, Mme Rockefeller lui offrit de réinstaller le lit et Mme Bush lui répondit « Vous êtes toujours les bienvenus dans cette maison mais inutile d'amener votre propre lit. »  Les Rockefeller laissèrent dans la maison une lithographie appelée The Great Ignoramus, plusieurs coffres anciens coréens et japonais et près d'une douzaine d'autres objets. 

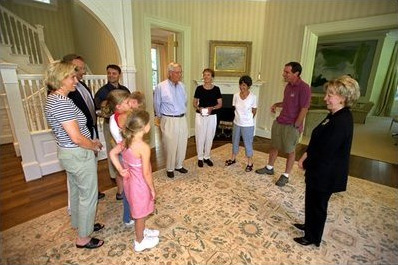
Le hall du Number One Observatory Circle. Lynne Cheney fait visiter la maison à la famille de l'ancien vice-président Walter Mondale. Les Mondale furent les premiers à occuper à plein temps le Naval Observatory en 1977.

Quand les Mondale occupèrent la maison, Joan Mondale, l'épouse du vice-président, introduisit du mobilier, ajouta de la couleur sur les murs et décora avec de l'art contemporain. Comme les Rockefeller, les Mondale apportèrent quelques antiquités asiatiques. La famille Bush travailla avec le décorateur d'intérieur Mark Hampton, qui utilisa une palette de tons céladon, chaux et bleu clair. Les Quayle enlevèrent le vert chaux au profit d'un blanc cassé. Les Gore supervisèrent une redécoration complète, l'ajout d'une nouvelle table de salle à manger, de nouveaux meubles pour la bibliothèque et une importante rénovation des sols et de la véranda afin de la rendre plus pratique pour les loisirs extérieurs. Juste avant que les Cheney n'emménagent, certains travaux nécessaires sur les systèmes d'air conditionné et de chauffage furent réalisés par l'US Navy et l'intérieur fut repeint, retardant légèrement l'installation du nouveau vice-président et de sa famille. Ceux-ci ont apporté plusieurs œuvres d'art contemporain pour décorer la maison.
D'importants travaux sont réalisés début 2021.

## Sécurité
Après les attentats du 11 septembre 2001, des plans ont été établis pour rendre la résidence plus sûre mais sans plus d'explications officielles. À la fin 2002, le voisinage rapporta des secousses correspondant apparemment au percement nécessaire pour la construction d'un bunker sous la maison. Les travaux durèrent plusieurs mois. L'existence du bunker aurait été accidentellement révélée par Joe Biden en mai 2009.
À la demande du gouvernement américain, les images haute-résolution du One Observatory Circle ont été censurées par Google Maps.

## Bureaux
Si le vice-président dispose d'une vaste pièce faisant office de bureau privé, ses bureaux officiels ne se trouvent pas dans sa résidence mais dans le bâtiment du bureau exécutif Eisenhower (ou Old Executive Office Building), à proximité immédiate de l'aile Ouest (West Wing) de la Maison-Blanche où il dispose en général aussi d'un bureau de travail. Au titre de président ex officio du Sénat, il dispose également dans le bâtiment du Sénat d'un bureau essentiellement à usage cérémonial.

## Galerie

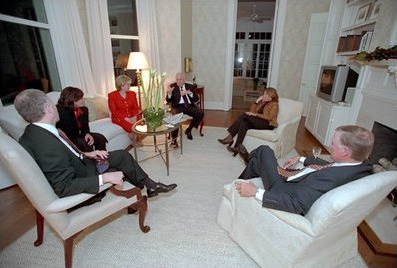
Réunion dans la bibliothèque du premier étage de l'observatoire naval, 2001.
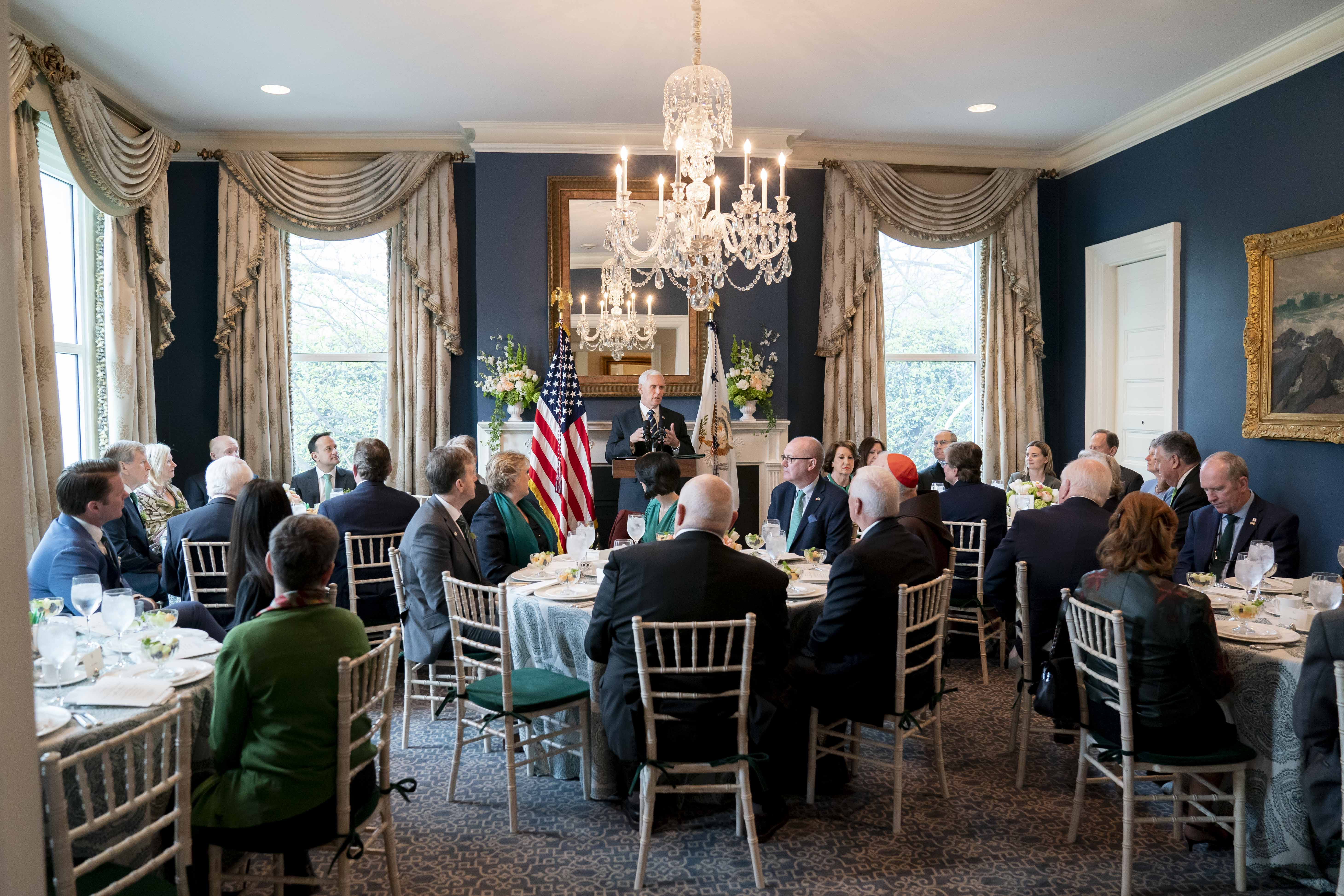
Un déjeuner officiel dans un salon de la résidence, en 2020. Mike Pence accueille alors le Premier ministre d'Irlande Leo Varadkar.
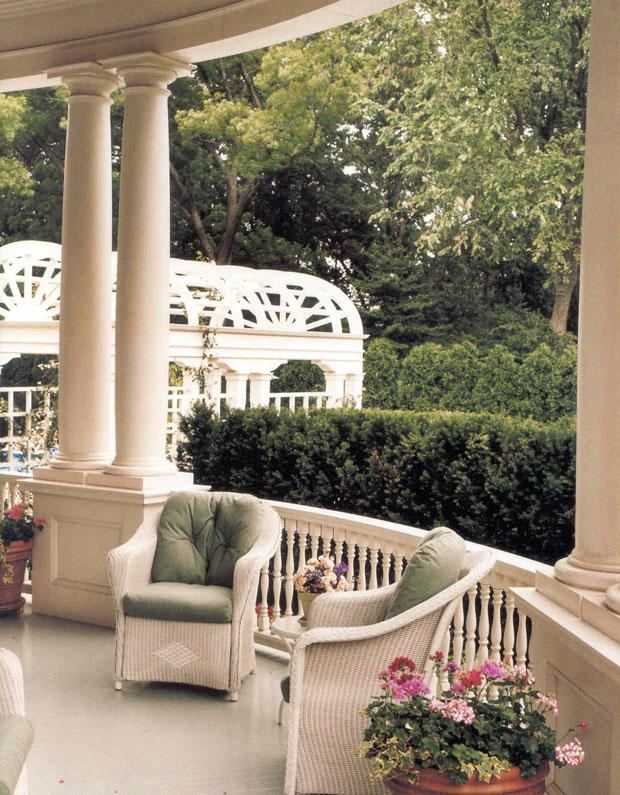
La véranda devant la maison, durant le mandat d'Al Gore.
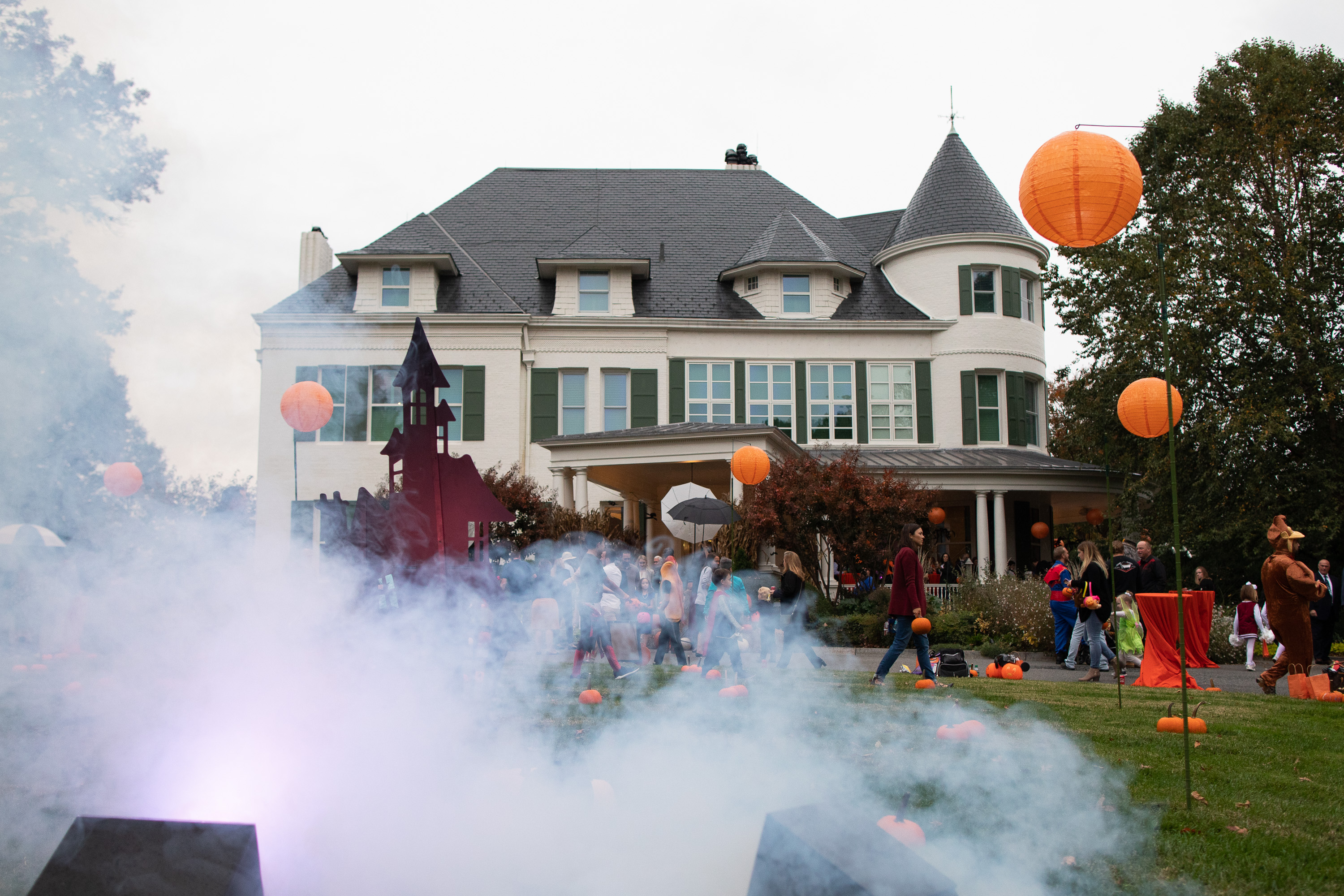
Fête d'Halloween dans les jardins de la résidence vice-présidentielle.

## Source
- (en) Cet article est partiellement ou en totalité issu de l’article de Wikipédia en anglais intitulé « Number One Observatory Circle » (voir la liste des auteurs).